# A Illa de Arousa
A Illa de Arousa (hiszp. La Isla de Arosa) – gmina w Hiszpanii, w prowincji Pontevedra, w Galicji, o powierzchni 6,91 km². W 2011 roku gmina liczyła 4981 mieszkańców.